# Jürgen Rimpau
Albrecht Konrad Jürgen Rimpau (* 15. Mai 1944 in Böhnshausen) ist ein deutscher Agrarwissenschaftler für Pflanzenzüchtung und Genetik sowie Landwirt und Domänenpächter.

## Leben

### Ausbildung und Beruf
Nachdem er die Schule im Jahr 1963 mit dem Abitur abgeschlossen hatte, absolvierte er ein einjähriges Praktikum im landwirtschaftlichen Bereich, bevor im Jahr 1964 mit dem Studium der Landwirtschaft an der Universität Göttingen begann.
Nach der Diplomprüfung 1968, lehrte er die Fächer Pflanzenzüchtung und Genetik an der Universität Göttingen und promovierte 1972 im ersteren dieser beiden Fächer an der gleichen Universität. Es folgte ein Forschungsaufenthalt an der Universität Cambridge und die Rückkehr 1975 nach Göttingen. Nach der Habilitation 1976 im Fach Angewandte Genetik und Pflanzenzüchtung folgte im Jahre 1981 die Berufung zum Professor am entsprechenden Lehrstuhl in Göttingen.
Neben seiner wissenschaftlichen Laufbahn übernahm er in 1978 zusätzlich den Pachtbetrieb seiner Eltern in Voldagsen und ab 1990 einen Marktfruchtbetrieb in der früheren Familienheimat Langenstein, wo bereits sein Urgroßvater Wilhelm Rimpau als Getreidezüchter tätig war.
Rimpau ist seit 2003 Mitglied des Rates für Nachhaltige Entwicklung.
Jürgen Rimpau ist mit Cornelia Rimpau verheiratet und hat zwei Kinder.

### Ehrenamtliche Tätigkeiten
Jürgen Rimpau engagiert sich besonders bei der Deutschen Landwirtschafts-Gesellschaft e. V. (DLG), wo er neben anderen Ämtern viele Jahre auch Vorstandsmitglied war. Im Jahr 2010 wurde Rimpau für sein mehr als 35-jähriges Engagement bei der DLG mit der Max-Eyth-Denkmünze in Gold ausgezeichnet und zum Ehrenmitglied ernannt.
Rimpau ist Mitglied im Nationalkomitee Biosphären-Reservate beim Bundesministerium für Umwelt, Naturschutz und Reaktorsicherheit (BMU) und im Rat für Nachhaltige Entwicklung.